# Pierre Beljambe
Pierre Guillaume Alexandre Beljambe, né à Rouen le 10 mai 1759 et mort le 9 mars 1838 à Paris, est un dessinateur et graveur au burin français.

## Biographie
Beljambe étudia l’art du dessin à l’école de dessin et de peinture de sa ville natale, dirigée par Descamps où il remporta le prix en 1771 avant de finir sa formation à l’École des Beaux-Arts de Paris de 1779 à 1782 sous la direction de Cochin.
Ce graveur prolifique au burin et au pointillé acquit la réputation d’un habile artiste avec ses œuvres comme la Circoncision d’après Bellini, l’Adoration des Rois, d’après Caliari, un Vieillard qui lorgne une jeune fille, d’après Danloux, l’Amour s’endormant sur le sein de Psyché, d’après Regnault, Suzanne surprise au bain, d’après Reni, Sainte Famille, d’après Buonarroti, l’Amour heureux, d’après Caliari, l’Amour s’endormant sur le sein de Psyché, d’après Jean-Baptiste Renaud, l’Amour heureux, d’après Caliari, Bailly, maire de Paris d’après Charles Monnet, le Vertueux Joseph Cange d’après Legrand, Joseph Chrétien, la Petite Nanette d’après Jean-Baptiste Greuze, Un vieillard menaçant une jeune fille qui s’en moque d’après Danloux, l’Héroïsme de l’amour et les victimes de l’amour d’après Cauvet.
Beljambe était membre des académies de Rouen, de Caen et d’Orléans.